# Adipomètre
Un adipomètre est un appareil permettant de mesurer le pourcentage de graisse à partir de l'épaisseur de plis cutanés. C'est une pince ou un compas spécial de type harpenden. Il mesure six plis cutanés, qui sont, de haut en bas : pli sub-scapulaire, pli bicipital, pli tricipital, pli abdominal, pli supra-iliaque et pli crural. Plusieurs auteurs ont proposé des équations de régression pour calculer la masse grasse afin de déterminer l'indice de masse grasse : Durnin et Carter pour l’adulte ; Brook pour l’enfant ; Carter en fonction du sexe :
- pour les hommes : %MG = (somme des six plis × 0,1051) + 2,585. Norme entre 10 % et 25 % ;
- pour les femmes : %MG = (somme des six plis × 0,1548) + 3,58. Norme entre 15 % et 30 % ;